# Еленка (Болгария)
Еленка (болг. Еленка) — село в Болгарии. Находится в Смолянской области, входит в общину Неделино. Население составляет 156 человек.

## Политическая ситуация
Еленка подчиняется непосредственно общине и не имеет своего кмета.
Кмет (мэр) общины Неделино — Илия Петров Вылчев (Болгарская социалистическая партия (БСП)) по результатам выборов.